# FINA Water Polo Development Trophy 2013
La VI edizione del FINA Water Polo Development Trophy si è disputata a Madinat al-Kuwait dal 6 all'11 maggio 2013 ed è stata vinta dall'Uzbekistan.
Le squadre partecipanti sono state undici e si sono affrontate secondo la formula in uso nelle precedenti edizioni: una fase a gironi immediatamente seguita dalle finali per le medaglie e la classificazione.

## Squadre partecipanti
Le nazionali invitate dalla FINA a partecipare al torneo sono state inizialmente dodici, ma l'Algeria ha rinunciato alla partecipazione:
| AASF Asia      | CANA Africa | UANA Americhe |
| -------------- | ----------- | ------------- |
| Arabia Saudita | Algeria     | Guatemala     |
| Kuwait         | Egitto      | Perù          |
| Singapore      | Sudafrica   | Porto Rico    |
| Uzbekistan     | Tunisia     | Uruguay       |

## Fase preliminare

### Gruppo A
| Pos. | Squadra        | Pt | G | V | N | P | GF | GS | DR  |
| ---- | -------------- | -- | - | - | - | - | -- | -- | --- |
| 1.   | Egitto         | 8  | 5 | 4 | 0 | 1 | 63 | 44 | +19 |
| 2.   | Arabia Saudita | 8  | 5 | 4 | 0 | 1 | 50 | 40 | +10 |
| 3.   | Uruguay        | 5  | 5 | 2 | 1 | 2 | 42 | 42 | 0   |
| 4.   | Tunisia        | 5  | 5 | 2 | 1 | 2 | 44 | 51 | -7  |
| 5.   | Singapore      | 2  | 5 | 1 | 0 | 4 | 46 | 53 | -7  |
| 6.   | Perù           | 2  | 5 | 1 | 0 | 4 | 42 | 42 | 0   |

| Data      | Ora   | Gara           | Gara  | Gara           |
| --------- | ----- | -------------- | ----- | -------------- |
| 6 maggio  | 10:20 | Tunisia        | 8-12  | Arabia Saudita |
| 6 maggio  | 11:40 | Perù           | 4-8   | Uruguay        |
| 6 maggio  | 16:00 | Egitto         | 14-5  | Singapore      |
| 7 maggio  | 11:40 | Arabia Saudita | 11-7  | Uruguay        |
| 7 maggio  | 16:00 | Singapore      | 15-6  | Perù           |
| 7 maggio  | 17:20 | Tunisia        | 7-19  | Egitto         |
| 8 maggio  | 10:20 | Uruguay        | 12-7  | Singapore      |
| 8 maggio  | 11:40 | Egitto         | 10-5  | Arabia Saudita |
| 8 maggio  | 16:00 | Perù           | 2-10  | Tunisia        |
| 9 maggio  | 11:40 | Arabia Saudita | 9-8   | Singapore      |
| 9 maggio  | 16:00 | Tunisia        | 7-7   | Uruguay        |
| 9 maggio  | 17:20 | Egitto         | 23-6  | Perù           |
| 10 maggio | 10:20 | Perù           | 7-13  | Arabia Saudita |
| 10 maggio | 11:40 | Uruguay        | 4-14  | Egitto         |
| 10 maggio | 16:00 | Tunisia        | 12-11 | Singapore      |

### Gruppo B
| Pos. | Squadra    | Pt | G | V | N | P | GF | GS | DR  |
| ---- | ---------- | -- | - | - | - | - | -- | -- | --- |
| 1.   | Uzbekistan | 8  | 4 | 4 | 0 | 0 | 62 | 20 | +42 |
| 2.   | Porto Rico | 5  | 4 | 2 | 1 | 1 | 57 | 33 | +24 |
| 3.   | Kuwait     | 5  | 4 | 2 | 1 | 1 | 51 | 34 | +17 |
| 4.   | Sudafrica  | 2  | 4 | 1 | 0 | 3 | 40 | 44 | -4  |
| 5.   | Guatemala  | 0  | 4 | 0 | 0 | 4 | 9  | 88 | -79 |

| Data      | Ora   | Gara       | Gara  | Gara       |
| --------- | ----- | ---------- | ----- | ---------- |
| 6 maggio  | 17:20 | Porto Rico | 23-2  | Guatemala  |
| 6 maggio  | 18:40 | Sudafrica  | 5-14  | Uzbekistan |
| 7 maggio  | 10:20 | Uzbekistan | 15-10 | Porto Rico |
| 7 maggio  | 18:40 | Kuwait     | 24-3  | Guatemala  |
| 8 maggio  | 17:20 | Guatemala  | 1-24  | Uzbekistan |
| 8 maggio  | 18:40 | Sudafrica  | 12-13 | Kuwait     |
| 9 maggio  | 10:20 | Sudafrica  | 6-14  | Porto Rico |
| 9 maggio  | 18:40 | Kuwait     | 4-9   | Uzbekistan |
| 10 maggio | 17:20 | Guatemala  | 3-17  | Sudafrica  |
| 10 maggio | 18:40 | Porto Rico | 10-10 | Kuwait     |

## Finali
Tutte disputate l'11 maggio. Ogni squadra ha affrontato quella classificata nella sua stessa posizione del girone opposto.
- Finale 9º posto

Singapore-Guatemala 20-5
- Finale 7º posto

Sudafrica-Tunisia 5-3
- Finale 5º posto

Kuwait-Uruguay 11-5
- Finale 3º posto

Arabia Saudita-Portorico 10-8
- Finalissima

Uzbekistan-Egitto 8-5

## Classifica finale
| Pos. | Squadra        |
| ---- | -------------- |
|      | Uzbekistan     |
|      | Egitto         |
|      | Arabia Saudita |
| 4    | Porto Rico     |
| 5    | Kuwait         |
| 6    | Uruguay        |
| 7    | Sudafrica      |
| 8    | Tunisia        |
| 9    | Singapore      |
| 10   | Guatemala      |
| 11   | Perù           |